# Combate de Guardia Vieja
El Combate de Guardia Vieja fue una acción militar ocurrida en el contexto del proceso de Independencia de Chile, durante el período llamado de la Patria Nueva (1817-1823). 

## Desarrollo
El 2 de febrero de 1817, a las 3 de la mañana, el coronel argentino Juan Gregorio de Las Heras con sus hombres traspusieron la Cordillera de los Andes por el Paso de Uspallata y avanzaron por donde está ubicado actualmente el Cristo Redentor de los Andes. Durante el 3 de febrero entraron en territorio chileno y el 4 de febrero, al ponerse el sol, el batallón del mayor argentino Enrique Martínez atacó el puesto español de Guardia Vieja (actual localidad chilena del mismo nombre) con 150 fusileros y 30 jinetes. El combate duró una hora y media a sable y bayoneta, los españoles en número de 94, tuvieron 25 muertos y 43 prisioneros. Se tomaron 57 fusiles, 10 tercerolas, municiones y víveres.
Luego de este combate, por orden del capitán general José de San Martín, el mayor Martínez se replegó a Juncalillo a la espera de que el grueso del Ejército de los Andes descendiera de la cordillera. Las Heras volvió el 6 de febrero a Guardia Vieja y avanzó sobre Santa Rosa de los Andes (actual Los Andes). El 8 de febrero entró en Santa Rosa de los Andes y se apoderó de los depósitos de armas, municiones y víveres abandonados por el ejército realista.

## Homenajes
En la comuna de Providencia de la ciudad de Santiago, existe la calle Guardia Vieja, que corre entre la avenida Providencia y la avenida Ricardo Lyon.
Una calle de Buenos Aires recuerda el combate.